# Paccha (ciudad)

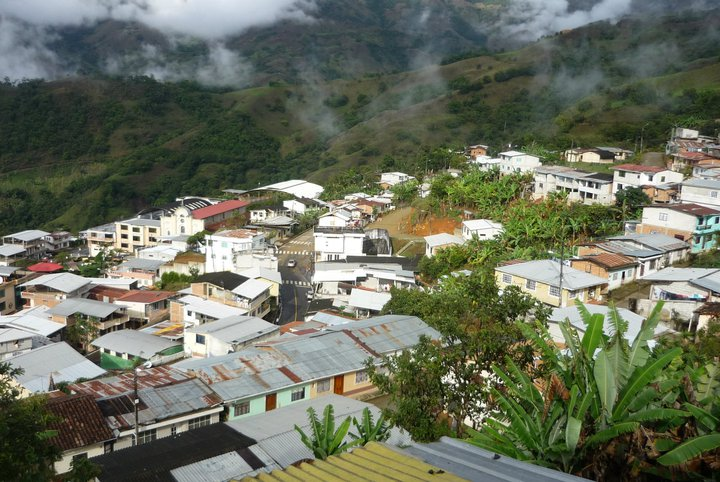
Ciudad de Paccha

Paccha es una parroquia urbana y cabecera cantonal del cantón Atahualpa, ubicado en la provincia de El Oro, en Ecuador.

## Datos básicos
- Tiene una superficie de 46,96 km².
- Su población era de 2311 en el censo de 2010. De estos, 1594 vecinos vivían en su casco urbano.
- Se encuentra ubicada en el borde occidental de los Andes en el suroeste de Ecuador.
- El paraje Paccha de 1563 metros de altura se ubica a casi 50 km al sureste de la capital provincial Machala.
- La carretera E585 (Zaruma-Buenavista) pasa por Paccha.
- A lo largo del límite administrativo sureste de la parroquia, el río Calera, un afluente del río Pindo, fluye hacia el sur. Los afluentes derechos río Palto y río Bono delimitan la parte sur de la parroquia en el noreste y en el suroeste.
- El área está enmarcada al noroeste, norte y noreste por cadenas montañosas de hasta 3000 metros de altura.
- Limita al norte con el cantón Chilla, al este con la parroquia Cordoncillo, al sureste con la parroquia Huertas (cantón Zaruma), al sur con las parroquias San José y Milagro y al oeste con la parroquia Ayapamba.

## Historia
El localidad se remonta a su fundación en 1709. El topónimo "Paccha" deriva de la madre del inca Atahualpa, conocida por las tradiciones como la princesa Paccha Duchicela. El 25 de abril de 1984 se fundó el actual cantón Atahualpa y Paccha se convirtió en su centro administrativo (cabecera cantonal) y parroquia urbana.